# Valdôtains
Cet article concerne les habitants de la Vallée d'Aoste. Pour respectivement le dialecte du francoprovençal et le français parlés en Vallée d'Aoste, voir Valdôtain et Français valdôtain.
Les Valdôtains sont une minorité francophone et arpitanophone habitant la Vallée d'Aoste, la plus petite région d'Italie.

## Histoire
Ils sont les descendants des Salasses, des habitants pré-Romains, et de latins établis après -15 et la conquête d'Auguste. Ils développent alors une langue spécifique parmi les langues gallo-romanes.
Au Moyen Âge, leur région passe sous la domination lombarde, puis franque sous Charlemagne et finalement celle du Saint-Empire romain germanique. Au début du XIe siècle, la Vallée d'Aoste passe sous l'autorité de la maison de Savoie, mais conserve une autonomie interne jusqu'en 1770, avant d'être intégrée au royaume d'Italie en 1861.
Dans le contexte des États de Savoie, les procès-verbaux officiels de l'administration valdôtaine passent du latin au français dès 1536, soit trois ans avant la France même, l'ordonnance de Villers-Cotterêts impose d'écrire tous les actes publics en « langue maternelle française »,,. 
En 1860, il n'y a en Vallée d'Aoste que 18 % d'italophones, le reste de la population étant souvent bilingue francoprovençal valdôtain et francophone. L'italianisation de la Vallée d’Aoste (par exemple, la traduction des toponymes) est accentuée davantage par l’immigration de populations italophones venant des autres régions de l’Italie, alors que beaucoup de Valdôtains sont obligés d'émigrer à l'étranger, notamment en France, en région parisienne, où la communauté valdôtaine de Levallois-Perret continue d'affirmer son identité et garde bien vivants les liens avec le pays natal, à travers surtout de nombreuses initiatives organisées par l'administration régionale en collaboration avec ses bureaux de représentation à Paris (la Maison du Val d'Aoste qui a remplacé l'Espace Vallée d'Aoste), ou à Lyon, en Suisse romande et même aux États-Unis, pour se procurer un gagne-pain. En fait, plus du tiers des Valdôtains (sur un total de 80 000 habitants) quittent la région et sont remplacés par des italophones. Puis, la ligne de chemin de fer Ivrée - Aoste et l'industrialisation jouent un rôle de renforcement dans l'italianisation de la Vallée d’Aoste; les grandes industries n’embauchent que des italophones. La langue française devient un symbole anti-italien. Désormais, les Valdôtains se mobilisent à la fois pour conserver le français et constituer une unité administrative autonome.
Sous le fascisme, les Valdôtains utilisent la résistance armée, notamment entre 1940 et 1945. Dès 1943, le général De Gaulle s'intéresse au « problème valdôtain » et réclame l'union à la France, cependant que l'armée française occupe le territoire l'année suivante.

## Langue
Depuis 1948, la Vallée d'Aoste dispose d'une autonomie qui assure la défense de la langue française et du valdôtain, leur apprentissage scolaire, aussi bien que des émissions télévisées et radiophoniques. La connaissance du français et de l'italien est obligatoire pour travailler dans le secteur public, de toute façon, l'italien est plus diffusé comme langue de tous les jours, surtout à Aoste et dans les agglomérations majeures. Le patois francoprovençal est dominant dans les vallées latérales et dans certains domaines, tels que l'élevage et l'agriculture, plus strictement liés à la réalité locale. 
La plupart des Valdôtains ont donc aujourd'hui l'italien comme langue maternelle, mais tous connaissent le français au moins au niveau moyen. Pour les autochtones la langue maternelle est le francoprovençal. Pour certaines familles, appartenant surtout à l'élite intellectuelle et politique aostoise, la langue maternelle et de tous les jours est le français.